# Teillots
Teillots – miejscowość i gmina we Francji, w regionie Nowa Akwitania, w departamencie Dordogne.
Według danych na rok 1990 gminę zamieszkiwały 123 osoby, a gęstość zaludnienia wynosiła 12 osób/km² (wśród 2290 gmin Akwitanii Teillots plasuje się na 1053. miejscu pod względem liczby ludności, natomiast pod względem powierzchni na miejscu 1046.).